# 1854
| 1854                     |
| ------------------------ |
| Dødsfald - Fødsler       |
| • Begivenheder • Politik |

| Gregoriansk kalender | 1854 MDCCCLIV           |
| Ab urbe condita      | 2607                    |
| Armensk kalender     | 1303 ԹՎ ՌՅԳ             |
| Kinesiske kalender   | 4550 – 4551 癸丑 – 甲寅 |
| Etiopisk kalender    | 1846 – 1847             |
| Jødisk kalender      | 5614 – 5615             |
| Hindukalendere       |                         |
| - Vikram Samvat      | 1909 – 1910             |
| - Shaka Samvat       | 1776 – 1777             |
| - Kali Yuga          | 4955 – 4956             |
| Iransk kalender      | 1232 – 1233             |
| Islamisk kalender    | 1271 – 1272             |

Konge i Danmark: Frederik 7. 1848-1863
Se også 1854 (tal)

## Begivenheder
- Den første, danske tyendelov af 10. maj bliver vedtaget

### Februar
- 2. februar - Telegraflinjen fra København til Altona blev indviet

### Marts
- 27. marts - Frankrig og Storbritannien erklærer Det Russiske Kejserrige krig efter zarens manglende vilje til at indgå en aftale, og derved udløses Krimkrigen (1854 - 1856)

### Maj
- 10. maj - den første danske tyende-lov bliver gennemført

### Juni
- 10. juni -  Bernhard Riemann fremsætter den hypotese, at rummet er krumt, et brud med Euklids geometri. Einstein bruger Riemanns arbejde ved udarbejdelse af sin generelle relativitetsteori i 1915, der inkorporerer tiden som den fjerde dimension

### September
- 20. september - den russiske hær besejres i slaget ved Alma under Krimkrigen

### Oktober
- 9. oktober - Den Lette Brigades angreb, et britisk kavaleriangreb under slaget ved Balaklava under Krimkrigen
- 21. oktober - Florence Nightingale sendes sammen med 38 sygeplejersker til Krimkrigen
- 25. oktober - Slaget ved Balaklava i Krim-krigen. Som følge af en af militærhistoriens legendariske fejlvurderinger går Den lette brigade til angreb på de stærke russiske kanonstillinger

### November
- 4. november - under Krimkrigen ankommer Florence Nightingale og et hold på 38 andre sygeplejersker til Krim for at etablere en militærhospital for britiske tropper

## Født
- 6. januar – Forskere er nået frem til, at Conan Doyles berømte romandetektiv Sherlock Holmes er født denne dag.
- 9. februar – Aletta Jacobs, jødisk-hollandsk læge og aktivist (død 1929).
- 20. april – Young Tom Morris, Skotsk golfspiller, dør  25. december 1875.
- 20. maj – Matematikeren Adolph Constantin Meyer, dør 8. december 1896.
- 27. juni – N.Th. Neergaard, dansk politiker, historiker, konsejlspræsident og statsminister. Dør 2. september 1936.
- 3. juli – Leoš Janácek, tjekkisk komponist, dør 12. august 1928.
- 21. juli - Albert Edelfelt, finlandssvensker maler og tegner, dør 21 juli 1905.
- 29. juli – Georg Michael Kerschensteiner, tysk erfaringspædagog, dør 15. januar 1932.
- 16. oktober – Oscar Wilde , irsk forfatter. Han dør den 20. november 1900.
- 16. december – Andreas Schack Steenberg – ophav til de danske folkebiblioteker, dør 27. november 1929.
- William Pitt Leleiôhoku, Hawaiiansk musiker, dør i 1877.